# Sophronica taverniersi
Sophronica taverniersi là một loài bọ cánh cứng trong họ Cerambycidae.